# 戈姆内
戈姆内（法語：Gomené，法語發音：[ɡɔmne]）是法国阿摩尔滨海省的一个市镇，位于该省东南部，属于圣布里厄区。

## 地理
戈姆内（48°10'26"N, 2°29'14"W）面积25.37 平方千米，位于法国布列塔尼大區阿摩尔滨海省，该省份为法国西北部沿海省份，位于布列塔尼半岛北部，北濒大西洋英吉利海峡，西接菲尼斯泰尔省，南至莫尔比昂省，东临伊勒-维莱讷省。
与戈姆内接壤的市镇（或旧市镇、城区）包括：梅内阿克、洛尔南、普莱梅、梅尔德里尼亚克、普吕米约。

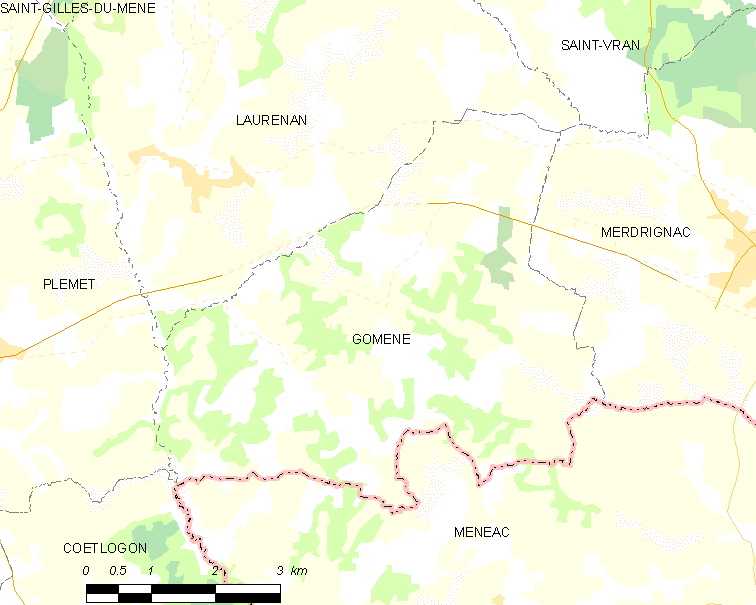
戈姆内的OSM定位图

戈姆内的时区为UTC+01:00、UTC+02:00（夏令时）。

## 行政
戈姆内的邮政编码为22230，INSEE市镇编码为22062。

## 政治
戈姆内所属的省级选区为布龙县。

## 人口

1962-2008年间戈姆内人口变化图示

戈姆内于2022年1月1日时的人口数量为549人。